# بوب تايلور
بوب تايلور (بالإنجليزية: Bob Taylor)‏ (3 فبراير 1967 في المملكة المتحدة - ) هو لاعب كرة قدم بريطاني في مركز الهجوم. لعب مع بولتون واندررز وليدز يونايتد ونادي بريستول سيتي ووست بروميتش ألبيون ونادي كيدرمينستر هاريرز لكرة القدم ونادي تاموورث ونادي تشيلتنهام تاون لكرة القدم.

## وصلات خارجية
- بوب تايلور على موقع قاعدة بيانات كرة القدم.إي يو (الإنجليزية)
- بوب تايلور على موقع Soccerbase.com (لاعب) (الإنجليزية)
- بوب تايلور على موقع عالم كرة القدم.نت (الإنجليزية)